# Park Archeologiczny Champaner-Pavagadh
Park Archeologiczny Czampaner-Pavagad – kompleks archeologiczny w stanie Gudźarat w zachodnich Indiach, obejmujący szereg zabudowań z VIII–XIV wieku, oraz pozostałości XVI-wiecznej stolicy państwa Gudźarat, m.in. najlepiej zachowane na terenie Indii pozostałości pre-mogolskiego miasta muzułmańskiego. Znajdująca się na szczycie wzgórza Pawagad, świątynia Kalikamaty jest ważnym miejscem dla wyznawców hinduizmu.
W 2004 r. Park Czampaner-Pavagad został wpisany na listę Światowego Dziedzictwa UNESCO.